# Liste des primats de l'Église de Grèce
La liste ci-dessous regroupe les primats de l'Église de Grèce, l'une des Églises orthodoxes canoniques, depuis l'indépendance de la Grèce. Pour les évêques précédents, voir la liste des évêques d'Athènes.

## Métropolites d'Athènes
- Grégoire IV (en) (1827-1828)
- Anthème VII (1828-1833)
  - L'Église de Grèce déclare unilatéralement son autocéphalie le 23 juillet 1833, et le Métropolite d'Athènes ajoute à son titre celui de Président du Saint-Synode. Cette autocéphalie est reconnue par le Patriarcat œcuménique de Constantinople le 29 juin 1850.
- Néophyte V (1833-1861)
- Michel IV (el) (1861-1862)
- Théophile (el) (1862-1873)
- Procope Ier (el) (1874-1889)
- Germain II (el) (1889-1896)
- Procope II (1896-1901)
- Théoclète Ier (el) (1902-1917) (1re fois)
- Mélèce III (1918-1920)
- Théoclète Ier (el) (1920-1922) (2e fois)

## Archevêques d'Athènes et de toute la Grèce
- Chrysostome Ier (1923-1938)
- Chrysanthe Ier (1938-1941)
- Damascène Ier (1941-1949)
- Spyridon Ier (1949-1956)
- Dorothéos (en) (1956-1957)
- Théoclète II (1957-1962)
- Jacob III (el) (1962)
- Chrysostome II (1962-1967)
- Hiéronyme Ier (14 mai 1967-12 décembre 1973)
- Séraphin Ier (12 janvier 1974-10 avril 1998)
- Christodule Ier (1998-28 janvier 2008)
- Hiéronyme II (7 février 2008)